# Hydrogonium arcuatum
Hydrogonium arcuatum là một loài Rêu trong họ Pottiaceae. Loài này được (Griff.) Wijk & Margad. mô tả khoa học đầu tiên năm 1958.